# Orla Rosenhoff
Orla Rosenhoff   (Copenhaguen, 1 d'octubre de 1844 - Copenhaguen, 4 de juny de 1905) va ser un músic danès, fill de Caspar Claudius Rosenhoff, i un professor influent de músics danesos.
Nascut a Copenhaguen, Rosenhoff va ser alumne d'Adolph Lund i posteriorment de Niels Gade. Quan es va establir l'acadèmia de música el 1867, Rosenhoff era el professor d'interpretació de piano. Posteriorment, va ser empleat de 1881 a 1892 com a professor d'harmonia, contrapunt i fuga. L'ensenyament es va convertir en l'obra de la vida de Rosenhoff, i a través d'ella va exercir una gran influència sobre generacions de músics danesos, incloent-hi Tekla Griebel-Wandall, Carl Nielsen i Hilda Sehested.
Com a compositor, va crear obres de música de cambra (quintet, sextet), cançons, peces de piano (incloent-hi estudis de pedals) i dues obertures per a orquestra. Va publicar tres col·leccions d'exercicis (450) per utilitzar-los en lliçons de teoria de la música.